# Bič, luč in upanje
Bič, luč in upanje (stilizirano kot Bič luč+upanje) je šesti studijski album posavske alternativne skupine Demolition Group, izdan leta 2001 pri založbi Dallas Records. Album je bil izdan brez predhodne promocije in medijske pozornosti – v nasprotju s predhodnikom Neovangelij, izdanim leta 1998, ki je bil pred izidom deležen veliko pozornosti in pričakovanj.
Nekaj časa po izidu albuma je skupino zapustil ustanovni član Nikola Sekulović. Poskusi, da bi skupina nadaljevala z delovanjem, zaradi različnih glasbenih pristopov in predvsem zaradi ostalih obveznosti novih članov niso bili uspešni. Skupina je tako ostala neaktivna do leta 2010.
Pesmi "Twist" in "Sladke sanje" sta bili posneti v okviru projekta V.I.S. Mesečina.

## Seznam pesmi
Vso glasbo je napisala skupina Demolition Group. Vsa besedila je napisal Goran Šalamon.
| Št. | Naslov                                  | Dolžina |
| --- | --------------------------------------- | ------- |
| 1.  | „Mučnina‟                               | 5:13    |
| 2.  | „Hvala‟                                 | 2:06    |
| 3.  | „Včasih tudi drugi‟                     | 3:23    |
| 4.  | „Prijazna‟                              | 3:17    |
| 5.  | „Prazen list‟                           | 3:28    |
| 6.  | „Eno‟                                   | 3:53    |
| 7.  | „Gram‟                                  | 4:15    |
| 8.  | „Ugasni svet‟                           | 3:16    |
| 9.  | „Bodi sebi svoj‟                        | 3:36    |
| 10. | „Twist‟ (izvaja V.I.S. Mesečina)        | 2:41    |
| 11. | „Vedno znova‟                           | 3:31    |
| 12. | „Znamenje‟                              | 3:23    |
| 13. | „Zdaj si‟                               | 3:44    |
| 14. | „Slatke sanje‟ (izvaja V.I.S. Mesečina) | 3:34    |

## Zasedba
Demolition Group in V.I.S. Mesečina
- Goran Šalamon — vokal
- Jože Pegam — saksofon
- Bojan Fifnja — kitara
- Nikola Sekulović — bas kitara
- Uroš Srpčić — bobni
- Matjaž Pegam — zvok, miks

Tehnično osebje
- Aco Razbornik — mastering